# Liste der Straßen und Plätze in Torna (Dresden)

Lage der Gemarkung Torna in Dresden

Die Liste der Straßen und Plätze in Torna beschreibt das Straßensystem im Dresdner Stadtteil Torna mit den entsprechenden historischen Bezügen. Aufgeführt sind Straßen, die im Gebiet der Gemarkung Torna liegen. Kulturdenkmale in der Gemarkung Torna sind in der Liste der Kulturdenkmale in Torna aufgeführt.
Torna ist Teil des statistischen Stadtteils Leubnitz-Neuostra, der wiederum zum Stadtbezirk Prohlis der sächsischen Landeshauptstadt Dresden gehört. Insgesamt gibt es in Torna acht benannte Straßen, die in der folgenden Liste aufgeführt sind.

## Legende
Die nachfolgende Tabelle gibt eine Übersicht über die vorhandenen Straßen und Plätze im Ortsteil sowie einige dazugehörige Informationen. Im Einzelnen sind dies:
- Name/Lage: Aktuelle Bezeichnung der Straße oder des Platzes sowie unter ‚Lage‘ ein Koordinatenlink, über den die Straße oder der Platz auf verschiedenen Kartendiensten angezeigt werden kann. Die Geoposition gibt dabei ungefähr die Mitte der Straße an.
- Länge/Maße in Metern: Die in der Übersicht enthaltenen Längenangaben sind nach mathematischen Regeln auf- oder abgerundete Übersichtswerte, die in Google Earth mit dem dortigen Maßstab ermittelt wurden. Sie dienen eher Vergleichszwecken und werden, sofern amtliche Werte bekannt sind, ausgetauscht und gesondert gekennzeichnet. Bei Plätzen sind die Maße in der Form a × b dargestellt. Der Zusatz ‚im Stadtteil‘ bzw. ‚im Ortsteil‘ gibt an, wie lang die Straße innerhalb des Stadt-/Ortsteils ist, sofern sie durch mehrere Stadt-/Ortsteile verläuft.
- Namensherkunft: Ursprung oder Bezug des Namens.
- Jahr der Benennung: Zeitpunkt, zu dem die Straße ihren heute gültigen Namen erhielt (sofern bekannt).
- Anmerkungen: Weitere Informationen bezüglich anliegender Institutionen, der Geschichte der Straße, historischer Bezeichnungen, Baudenkmalen usw.
- Bild: Foto der Straße.

## Straßenverzeichnis
| Name/Lage                | Länge/Maße | Namensherkunft                                                                 | Jahr der Benennung | Anmerkungen                                                                        | Bild                                            |
| ------------------------ | ---------- | ------------------------------------------------------------------------------ | ------------------ | ---------------------------------------------------------------------------------- | ----------------------------------------------- |
| Alttorna Lage            |            | Alter Dorfkern von Torna                                                       |                    | Torna entstand als straßendorfartiger Bauernweiler.                                | Denkmalgeschütztes Gebäude im Dorfkern Alttorna |
| Am Dorngraben Lage       |            | Lage am Dorngraben                                                             |                    |                                                                                    | Am Dorngraben                                   |
| Am Goldenen Stiefel Lage |            | Nach dem 1815 eröffneten Tornaer Gasthaus Zum Goldenen Stiefel                 |                    |                                                                                    |                                                 |
| Heimstattweg Lage        |            | Heimstatt im Sinne von Eigenheim/Wohnung                                       |                    |                                                                                    |                                                 |
| Röntgenstraße Lage       |            | Wilhelm Conrad Röntgen (1845–1923), Physiker, Entdecker der Röntgenstrahlen    |                    |                                                                                    |                                                 |
| Thomas-Mann-Straße Lage  |            | Thomas Mann (1875–1955), Schriftsteller, Nobelpreisträger für Literatur (1929) |                    |                                                                                    |                                                 |
| Tornaer Ring Lage        |            | Torna                                                                          |                    |                                                                                    | Tornaer Ring                                    |
| Tornaer Straße Lage      |            | Torna                                                                          |                    | Die Tornaer Straße war Teil des alten Kommunikationswegs zwischen Torna und Reick. | Tornaer Ring                                    |